# 北京化工大学
北京化工大学（英語：Beijing University of Chemical Technology），创办于1958年，原名北京化工学院，是中华人民共和国为“培养尖端科学技术所需求的高级化工人才”而创建的一所大学，为教育部直属的全国重点大学，国家“211工程”和“985优势学科创新平台”重点建设院校。

## 历史沿革
最初选址有争论，一些人认为应该和其他学院一起建在高校密集的北京西北郊区，最后由康生决定，选择化工部办公大楼附近的和平街北口作为校址（即现在的东校区）。1960年10月被列为全国重点大学。建校初期学校设有3个系12个本科专业，在校生规模达3150人，校舍建筑面积9万平方米。
“文革”期间，学校遭到严重破坏，1966年-1970年5年间，学校停课，中断招生。期间曾经计划将学校南迁，并派出考察组前往湖南冷水江考察，考察组最后决定放弃该计划。1971年10月与北京化纤工学院合并，这期间进行了大幅度专业调整，停办了全部尖端绝密专业，增设了若干新专业，全院共设置5个系14个专业。1971年-1976年招收6届工农兵学员。
1977年10月恢复统一高考招生制度，招收四年制本科生，1978年招收首届研究生，同年10月北京化纤工学院分出。1994年2月北京化工学院更名为北京化工大学，中共中央总书记江泽民题写校名。1996年4月北京化工管理干部学院并入，成为现在的西校区。1998年9月划转为教育部直属高校，2001年7月通过国家“211工程”“九五”期间建设项目验收。

## 校园环境
北京化工大学现有朝阳、海淀、昌平三个校区。
本科生新生前三年就读于南口镇新校区，第四年就读于主校区。经济管理学院、数理学院、文法学院、马克思主义学院、艺术与设计系本科生大四将不再迁回主校区。

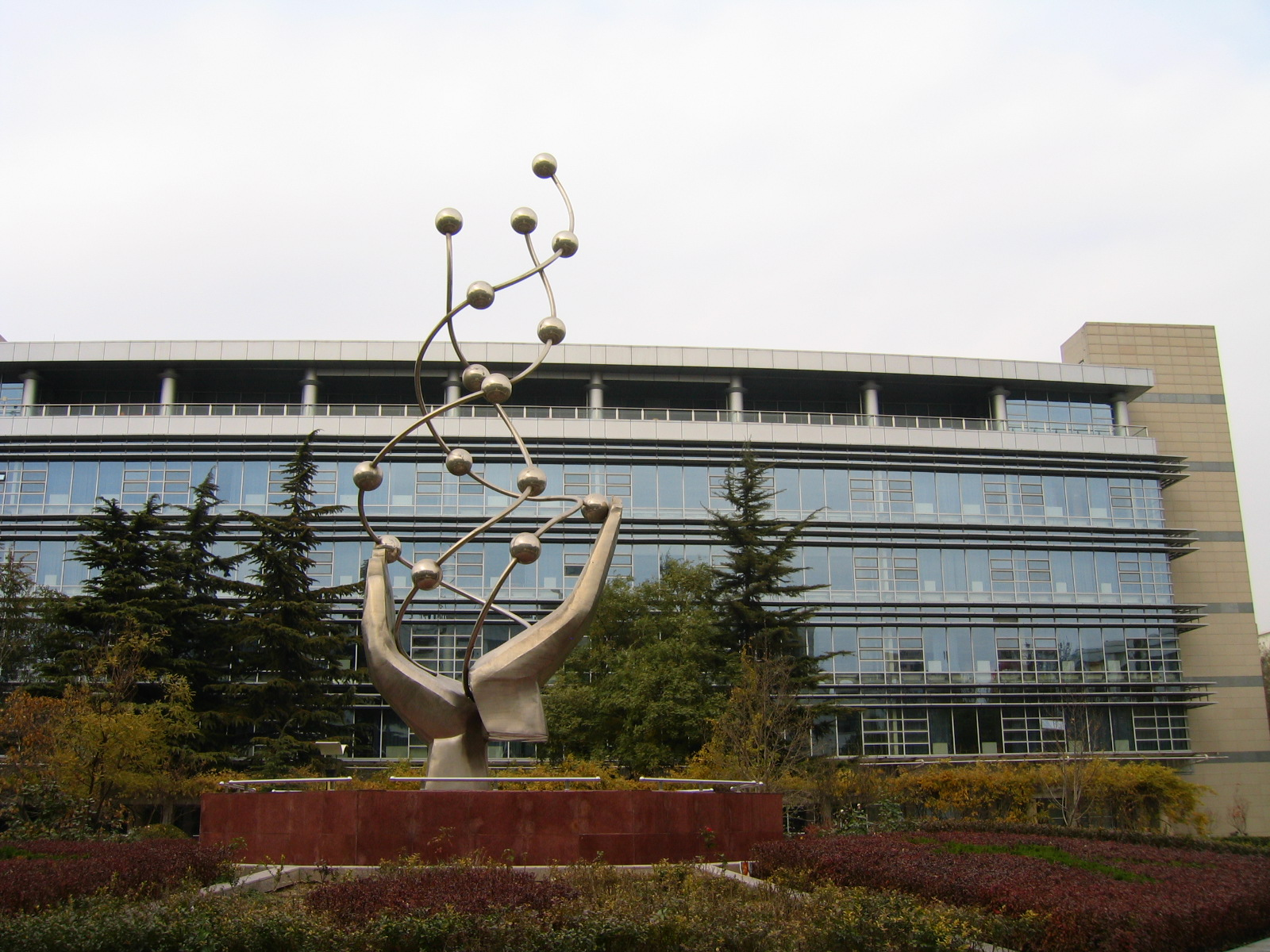
北京化工大学东校区母校之光及逸夫图书馆

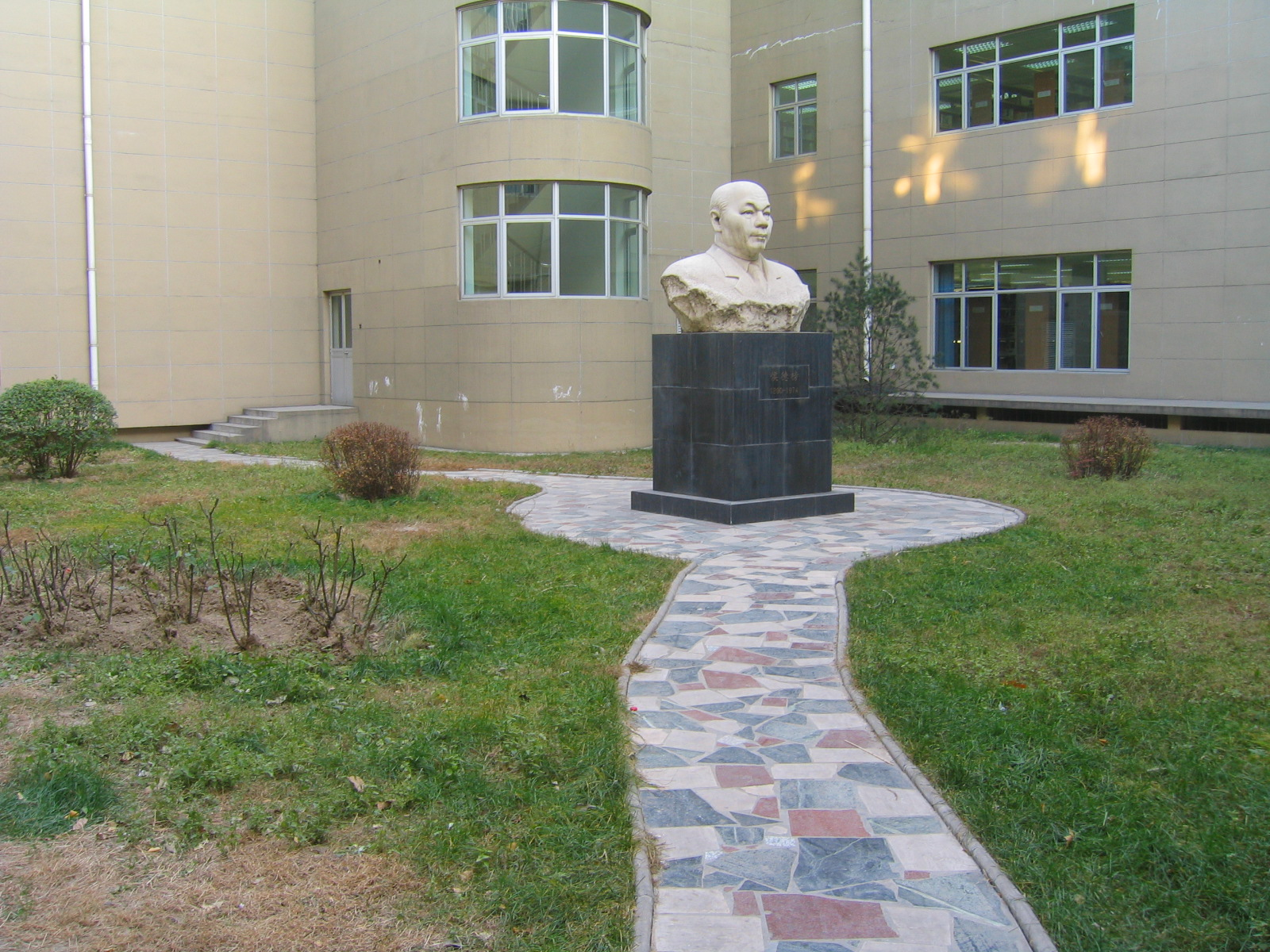
北京化工大学东校区侯德榜塑像

### 东校区（朝阳主校区）
始建于1958年。位于北京北三环和平街北口，是高年级本科生和研究生博士的所在地。校园面积约342亩，绿地较少，建筑多老式建筑，且校园东侧有老旧平房，占据了部分校区面积。
校园内有三座典型雕塑：
- 毛泽东雕像：位于学校大门，文革中革命群众用了不长的时间树立，在塑像的手指处装有避雷针。
- 侯德榜雕像：位于科技大厦前的公共草坪，因侯德榜家人将其藏书捐献给北京化工大学图书馆，故立之。
- 母校之光雕塑：处于中心花园，纪念建校45周年所立，其形状曾参考某些有机高分子化合物结构（有一说法是聚乙烯的链状分子结构）。

东校区地理位置优越，紧邻北三环，西南角临近北京地铁5号线及北京地铁12号线（在建）和平西桥站，东侧与中日友好医院、北京中医药大学相邻，附近还有对外经贸大学,北京服装学院等数所高校。
在北京化工大学的未来发展计划中，东校区将被保留并作为研究生校区及实验室、行政机构的所在地。

### 西校区（海淀校区）
北京化工大学西校区位于北京市海淀区紫竹院路98号，占地147亩，坐落于北京紫竹院公园西侧，建筑面积90543平方米。西校区主要承担科学研究、国际教育与高端培训、成果推广与转化等三部分功能的校区功能定位，实施的是“校区统筹、条块结合、职能延伸”的管理模式。现有高精尖中心、研究生院、继续教育学院、北化国家大学科技园西校园区、北京化工大学教育培训中心等驻区单位，主要从事科学研究与科技成果转化，MBA、MPA、MPAcc等研究生层次人才培养，综合类培训、国际教育合作等继续教育领域业务。

### 北校区（昌平新校区）
北京化工大学昌平校区位于昌平区南口镇，距离市中心40公里，近临虎峪风景区，远览八达岭-十三陵风景名胜区，占地面积1789亩。能够满足18300名学生及1500名教职员工学习、工作和生活的需要。
2014年6月12日，昌平校区全面正式启动校园基础设施建设工作。2015年9月28日启动一期单体项目建设。2017年9月2日，昌平校区正式启用。一期建筑总面积34.47万平方米,共包括第一教学楼、图书馆、体育馆、实验楼、工程训练中心、教师公寓、学生宿舍、食堂等10个单体建筑。预计2026年校区基本建设完毕。
第一教学楼承担主要课堂教学工作，建有智慧教学系统，包含130间教室（其中云录播多媒体教室122间、8间全自动录播教室），另设有交流共享空间以及教师休息室等，基于“云端一体化”理念设计的智慧教学系统为国内首创。图书馆承担阅览和自习功能，同时设有研讨室、电影展播区、创客空间等多项特色功能分区。体育馆设有篮球比赛馆、游泳馆、网球馆等14个馆室。室外体育场包括篮球场20个，排球场6个，网球场10个。实验楼与工程训练中心是学生的重要实践基地。48200平米的实验室，12000平米的金工实习基地和工程实践基地，满足校区本科生的实验及实践需求。除此之外，校区还配套建设有超市、银行ATM、快递邮政和校医院等各种生活设施。

### 北校区（昌平老北区）
位于昌平区昌平县城南环中路，于2017年被出售给中国石油大学，并作为中国石油大学（北京）的东校区。

## 院系设置
北京化工大学设有化学工程学院、材料科学与工程学院、机电工程学院、信息科学与技术学院、经济管理学院、化学学院、数理学院、文法学院、生命科学与技术学院、继续教育学院、马克思主义学院、国际教育学院、侯德榜工程师学院、巴黎居里工程师学院、艺术与设计系15个院系。

## 历任校领导
下列表格为历任北京化工学院院长及北京化工大学校长。
| 任别                   | 姓名   | 在任时间       | 备注                                  |
| ---------------------- | ------ | -------------- | ------------------------------------- |
| 1                      | 李苏   | 1958.8-1960.12 |                                       |
| 2                      | 马芳庭 | 1960.12-1968.3 |                                       |
| 受文化大革命影响而空缺 |        |                |                                       |
| 3                      | 陈鉴远 | 1982.6-1985.1  |                                       |
| 4                      | 庞瑶琳 | 1985.1-1993.10 |                                       |
| 5                      | 樊丽秋 | 1993.10-1997.8 | 1994年2月改北京化工学院为北京化工大学 |
| 6                      | 王子镐 | 1997.8-2012.6  |                                       |
| 7                      | 谭天伟 | 2012.6至今     |                                       |